# Sora Takenouchi
Sora Takenouchi (武之内 空?, Takenouchi Sora) è un personaggio immaginario delle prime due stagioni dell'anime dedicato all'universo di Digimon, Digimon Adventure e Digimon Adventure 02.
Il suo Digimon partner è Biyomon. Sora è una persona molto affidabile che prova a prendersi cura come può degli altri Digiprescelti. Suo padre, Haruhiko, lavora come professore all'Università di Kyoto e, nella seconda stagione, Shuu Kido effettua delle ricerche all'Università con il padre di Sora. La ragazza vive solo con sua madre, Toshiko, famosa per le sue composizioni floreali e che dirige anche un'accademia di ikebana. Sora è colei che possiede la Digipietra dell'Amore.Nell'ultimo film del franchising "Digimon" alcune scene fanno presupporre che anche lei come Taichi e Yamato abbia dovuto dire addio a Biyomon.
È doppiata in giapponese da Yūko Mizutani in quasi tutti i media, da Suzuko Mimori in Digimon Adventure tri. e in Digimon Adventure: Last Evolution Kizuna, e da Ryōko Shiraishi in Digimon Adventure: e in italiano da Valeria Vidali in quasi tutti i media e da Chiara Oliviero in Digimon Adventure: Last Evolution Kizuna.

## Preludio aDigimon Adventure
È stata testimone del combattimento Greymon/Parrotmon ed è così divenuta un Digiprescelto.

## Digimon Adventure
Undici anni al momento del primo viaggio a Digiworld (la stessa età di Tai e Matt), Sora frequenta la quinta elementare alla scuola elementare di Odaiba. Possiede la Digipietra dell'Amore (愛情の紋章 Aijou no Monshō). Il suo ruolo è spesso quello di figura materna per diversi personaggi, specialmente TK e Kari. In un episodio TK le chiede di non andarsene perché gli ricorda molto sua madre.
Sora ha un carattere molto da maschiaccio ed indossa un cappello, una maglietta gialla e dei jeans. Giocava nella stessa squadra di calcio di Tai. Ha alcune questioni aperte con la sua amorevole ma severa madre, che insisteva affinché Sora smettesse di giocare a calcio e studiasse l'arte della composizione floreale (ikebana (生花?)), e con suo padre, spesso assente. È grazie a Biyomon che Sora e sua madre appianano definitivamente le loro divergenze. Sora condivide con sua madre diversi aspetti del suo carattere, come la tendenza ad essere quasi iperprotettiva nei confronti di tutti.
Sora cerca di caricarsi sempre qualsiasi problema sulle spalle, anche quando non è in grado di sopportarlo, cosa che la porta alla fine a rimanere intrappolata in una "caverna oscura" come Matt, il quale insieme a Joe alla fine la aiuta ad uscirne.
Durante la saga di Etemon, Sora viene rapita da Datamon che vuole duplicarla per utilizzare il potere della sua digipietra, ma viene poco dopo raggiunta e salvata da Tai, che poco dopo scomparirà dentro un buco nero. A quel punto Sora sarà la prima a dividersi dal gruppo per andare a cercare una delle persone più importante per lei. 
All'inizio della saga di Myotismon, sollevata per il ritorno di Tai a Digiworld dopo settimane di ricerca, Sora rimane in disparte aiutando di nascosto i Digiprescelti e rovinando continuamente i piani di DemiDevimon. Quando DemiDevimon prova a far mangiare a Tai e TK alcuni funghi che gli farebbero perdere completamente la memoria, Sora sussurra ad Agumon che i funghi sono velenosi, cosa che il Digimon riferisce immediatamente a Tai e TK. Successivamente, DemiDevimon rimuove un mattone di supporto da un tavolo nel tentativo di far cadere un sacco pieno di patate fuori dal ristorante dove Matt e Joe sono intrappolati per pagare i debiti di quest'ultimo. DemiDevimon spera così di costringere i due Digiprescelti a lavorare ancora di più e di tenere la squadra divisa. Tuttavia, Sora rimpiazza il mattone, impedendo al tavolo di collassare.
Quando DemiDevimon complotta per assicurarsi che Mimi continui ad approfittare dell'ospitalità dei Gekomon, i quali hanno bisogno di lei per risvegliare il loro re, Sora appare alla ragazza dopo che quest'ultima si risveglia da un incubo e la consola, anche se Mimi crede che Sora possa essere solo il frutto della sua immaginazione dopo il terribile incubo di poco prima. Nonostante l'aiuto di Biyomon, la ragazza scoppia in lacrime quando DemiDevimon le dice che la sua Digipietra dell'Amore non si illuminerà mai perché la ragazza non sa niente sull'amore e non è in grado di provarlo. Tuttavia, quando Myotismon attacca i bambini prescelti a Digiworld, Biyomon digievolve Birdramon ed intrattiene il Digimon malvagio. Birdramon non riesce a contrastare Myotismon e proprio quando quest'ultimo sta per infliggere al Digimon un colpo mortale, Sora, sopraffatta dalle emozioni, grida a Birdramon di volerle bene, attivando la Digipietra dell'Amore e permettendo così a Birdramon di superdigievolvere Garudamon.

### Our War Game!
Prima dell'inizio del film, ma dopo la fine della prima stagione, Sora si infuria con Tai dopo che lui le regala un fermaglio per capelli per il suo compleanno, prendendola come un'osservazione sconsiderata riguardo ai suoi capelli. Izzy prova a telefonarle per fare da paciere, ma la ragazza si rifiuta di rispondere dopo aver saputo che Izzy si trova a casa Kamiya. La ragazza controlla le e-mail per vedere se Tai le ha scritto, ma, a causa delle interferenze di Diaboromon nella rete, la ragazza non trova nuovi messaggi, cosa che le fa provare ancora più fastidio; in un'occasione, durante un altro attacco, la ragazza si reca addirittura a casa Kamiya, apparentemente per scusarsi lei stessa, anche se alla fine si ferma prima di suonare il campanello e torna a casa. Dopo la distruzione di Diaboromon, Sora finalmente riceve l'e-mail di scuse che Tai le aveva mandato prima (Kari aveva premuto il pulsante di invio) e lo perdona. Alla fine del film, non visto nella versione americana di "Digimon - Il film", Sora risponde al messaggio di Tai, scusandosi a sua volta per aver iniziato la lite ed allegando una sua foto in cui indossa il nuovo fermaglio.
Nel maggio del 2000, Sora torna a Digiworld e rilascia il potere della sua Digipietra per liberare i Digimon Supremi. Conseguenza di ciò è l'impossibilità per Biyomon di divenire nuovamente Garudamon.

## Digimon Adventure 02
La seconda stagione si svolge due anni e mezzo - tre anni dopo la prima serie. Durante questo periodo, Sora ha smesso di comportarsi da maschiaccio ed è ora impegnata ad imparare l'arte della composizione floreale da sua madre. Indossa ora un fuku alla marinara. Anche se non gioca più a calcio, la ragazza frequenta ora il club del tennis e si unisce ai Digiprescelti quando può. È anche innamorata di Matt. 
Nell'anno 2027, Sora è diventata una rinomata stilista. È sposata con Matt e hanno due figli, un bambino dai capelli rossi che ha come digimon partner un Yokomon e una bambina bionda che ha come partner uno Tsunomon. 

### Hurricane Touchdown!!/Supreme Evolution!! The Golden Digimentals
Sora è a casa, intenta a fare pratica con l'ikebana, quando improvvisamente il suo Digivice ha una strana reazione e la ragazza svanisce nel nulla.

### Diaboromon Strikes Back!
Sora è impegnata con il suo club di tennis quando Diaboromon torna a colpire. Inoltre, la ragazza può usare solo mezzi di trasporto di fortuna per tornare dai suoi amici a causa dell'interruzione delle linee causata dagli attacchi del Digimon. Tuttavia, la ragazza riesce a raggiungere Tai e Matt poco dopo la sconfitta di Omnimon e l'arrivo di Imperialdramon.

### Michi e no Armor Shinka
La ragazza si trova in un negozio con Mimi e Kari, intenta a comprare gli ingredienti per preparare dei biscotti al cioccolato per Matt. Le tre vengono però prese in ostaggio da Boltmon.

## Digimon Adventure tri.
Nel 2005 Sora, che frequenta lo stesso liceo di Tai e Matt (per i quali nutre un interesse amoroso, nonostante sia ancora indecisa tra i due), viene chiamata assieme agli altri prescelti a contrastare una nuova crisi tra il mondo reale e quello digitale, con il supporto di una divisione speciale dei Servizi Segreti giapponesi.

## Character song
Sora dispone di tre image song, "Ashita wa Motto" ("Domani sarò migliore"), "Shiny Days" ("Giorni lucenti") e "Sora Iro no Kaze" ("Il vento dal colore del cielo"). In più ne ha una in comune con Biyomon (Shigematsu Katori) chiamata "Futari de Habatakeba" ("Se voliamo insieme"). In Digimon Adventure Tri. ne possiede una quarta, "Yume no Kanau Basho".

## Accoglienza
Honey's Anime ha considerato Sora come il secondo personaggio più adorabile della serie.
Secondo un sondaggio condotto da Manga Entertainment, Sora è risultata il quinto personaggio preferito dagli utenti, ottenendo l'8% delle preferenze, posizione e percentuale condivise con Izzy e Ken.